# طيران البراق
طيران البُراق هي أول شركة طيران ليبية مملوكة للقطاع الخاص، وتتخذ من مطار معيتيقة الدولي في طرابلس مقرا رئيسيا لها.
عام 2016 يشتغل بالشركة حوالي 500 موظف.

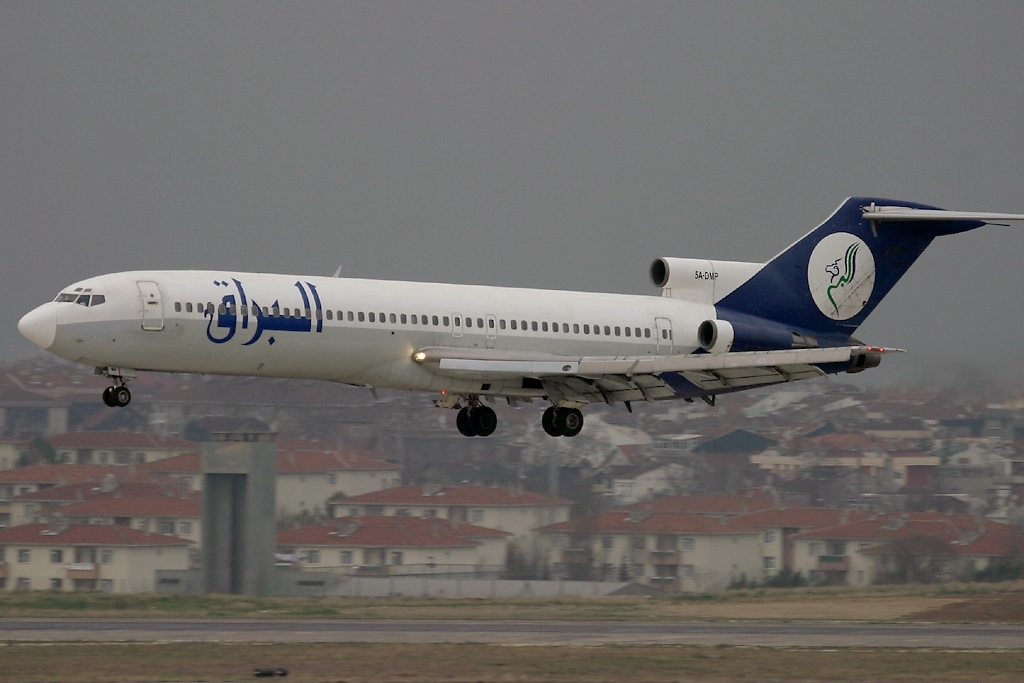
طائرة طيران البراق من نوع بوينغ 727

## تاريخ
أنشئت الشركة في نوفمبر 2000، وبدأت عمليات عام 2001، وكانت بداية عملياتها عبر شراء طائرتين من نوع بوينغ 727 لتأمين رحلات داخلية فقط بين طرابلس وبنغازي، وفي شنتبر 2002 قامت الشركة باقتناء ثلاثة طائرات من نوع بوينغ 727 وبدأت في تسيير رحلات دولية نحو إسطنبول، وفي عام 2003 تم اقتناء طائرتين من نوع بوينغ 200-737 وبدأت في تسيير رحلات دولية نحو حلب والرباط.
عام 2005 قررت إدارة طيران البراق تحسيين خدمة نقل المسافرين وذالك عبر تجديد أسطول الشركة، حيث وضعت طلباً لشراء ستة طائرات من نوع بوينغ 800-737، تم تسليم الطائرة الأولى في أكتوبر 2006، والطائرة الثانية في نونبر 2006، أما لاحقاً ولتحسين مردودية الشركة والتقليل من كراء الطائرات، قامت الشركة باقتناء ثلاثة طائرات منها طائرة من نوع بوينغ 400-737 انضمت للأسطول في فبراير 2010، والثانية كذالك من نوع بوينغ 400-737 دخلت أسطول الشركة في فبراير 2011، والثالثة من نوع بوينغ 500-737 دخلت للأسطول في غشت 2012.

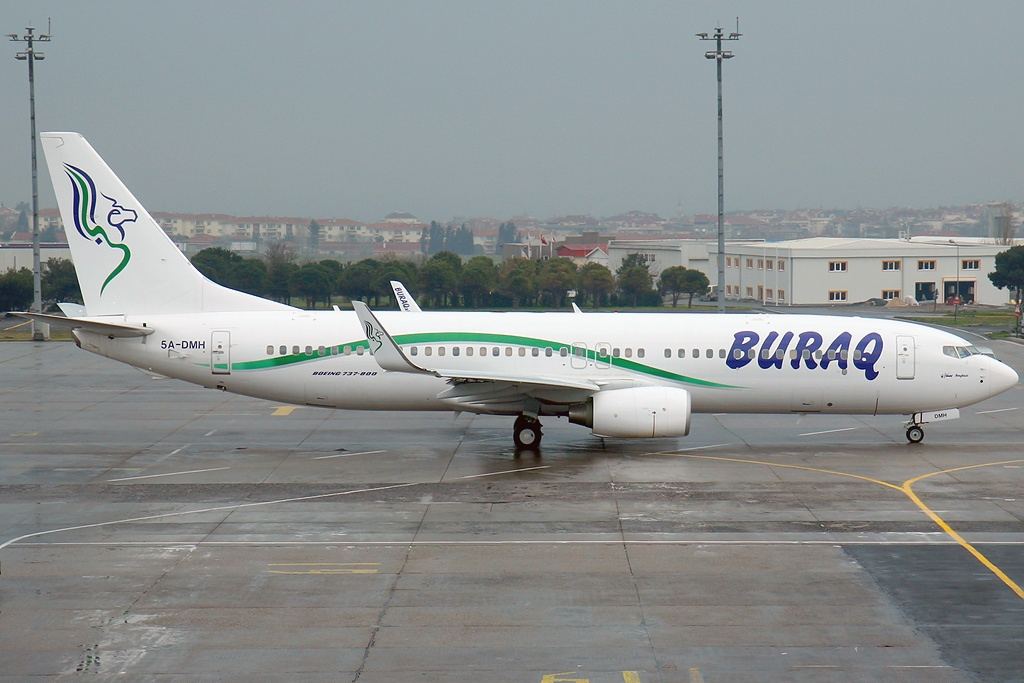
طائرة طيران البراق من نوع بوينغ 800-737

## الإدارة
| المدير                 | فترة الإدارة  |
| ---------------------- | ------------- |
| مروان بوبيضه           | المدير الحالي |
| محمد عبد العزيز بوبيضه | المدير السابق |

## الأسطول
تعدّ جميع طائرات الأسطول خارج الخدمة لتضررها بسبب الأحداث في ليبيا،
حالياً طائرتين فقط هما اللتين تشتغلان معاً لتأمين وجهات الشركة وهما مرقمتين 5A-DMG و 5A-WAC.

## حوادث
عام 2014 وبسبب الأوضاع الأمنية الغير مستقرة في ليبيا والقتال الدائر آنذاك حول مطار طرابلس الدولي تم إلحاق أضرار بثلاثة طائرات تابعة لطيران البراق وهي مرقمة 5A-WAD و 5A-WAC و 5A-DMH